# 宮崎南印刷
株式会社宮崎南印刷（みやざきみなみいんさつ）は、宮崎県宮崎市に本社を置く総合印刷会社。月刊パームスを代表とするフリーペーパーを多数発刊し、地域特化型電子書籍ポータルサイト「miyazaki ebooks」を運営している。

## 主要事業所
- 本社･工場： 宮崎県宮崎市大字田吉350番地1
- 東京支社： 東京都新宿区新小川町6-9　田ノ下ビル 1F

## 沿革
- 1966年（昭和41年） - 総合印刷工場として創業。
- 1969年（昭和44年） - 4月に株式会社とする。
- 1990年（平成 2年） - 九州内で初となるデジタル集中管理システム搭載のハイデルベルグ菊全四色機導入。同年、マッキントッシュによるDTPも導入。
- 1991年（平成 3年） - 生活文化情報誌「月刊パームス」創刊。
- 1993年（平成 5年） - 出版事業部が「株式会社パームス企画」として独立。
- 2001年（平成13年） - 厚生労働省の助成により「バリアフリー化推進事業」を開始。隣接地に高齢者専用モデル工場「凛翔館」を建設。和紙印刷、箔押しなどを西弘事業部が担当。
- 2003年（平成15年） - ハイデルベルグ菊半四色機を導入。
- 2005年（平成17年） - CTPシステム導入により製版部門を拡充。
- 2006年（平成18年） - ハイデルベルグ菊全八色機導入。オンデマンド印刷機導入。
- 2009年（平成21年） - 東京支社開設。
- 2012年（平成24年） - 地域特化型電子書籍ポータルサイト「miyazaki ebooks」開設[1]。

## 関連会社
- ミナミグループホールディングス株式会社
- 株式会社パームス企画
- 有限会社西弘印刷
- 株式会社エムリン
- オダ精巧社印刷株式会社
- 有限会社 八宏印刷
- 株式会社 KIRARI
- 株式会社サンモール